# 妮琳·葛塔利
妮琳·葛塔利（英語：Neelam Kothari，1968年11月9日—）是印度女珠宝設計師及前任寶萊塢電影女演員。1984年出道，她较为人所知的電影有《Ghar Ka Chiraag》、《愛情的證明》及《Hum Saath Saath Hain》等等。

## 外部連結
- 妮琳·葛塔利在互联网电影资料库（IMDb）上的資料（英文）